# Santuari de Fàtima
El Santuari de Fàtima és un santuari dedicat a la Mare de Déu i construït a Fàtima (Portugal), on tres pastors asseguraren que se'ls havia aparegut la Mare de Déu el 1917, el que va atraure un gran nombre de pelegrins catòlics que a principis del segle xxi sumen un milió entre el 13 de maig i el 13 d'octubre, les dates significatives de les aparicions de Fàtima.
Fou el 1917 quan tres pastors (Lúcia dos Santos i els seus cosins sants Jacinta Marto i Francisco Marto) van viure aparicions de Mare de Déu en una pastura anomenada Cova da Iria i que posteriorment foren reconegudes per l'Església Catòlica el 1930. Afirmaren que la Mare de Déu els havia revelat els Tres misteris de Fàtima, el tercer dels quals fou revelat el juny del 2000 pel Vaticà.